# Ventanas (Ecuador)
Ventanas è una città dell'Ecuador, capoluogo del cantone di Ventanas, nonché la quarta città più grande e popolata della Provincia di Los Ríos. Si trova al centro della regione costiera dell'Ecuador, su una vasta pianura attraversata dal fiume Zapotal, a un'altitudine di 24 m.s.l.m. e con un clima tropicale piovoso e temperatura media di 26 °C.